# Un uomo un eroe
Un uomo un eroe (One Man's Hero) è un film del 1999 con Tom Berenger diretto da Lance Hool.

## Trama
Il film racconta la storia di John Riley e del Battaglione di San Patrizio, un gruppo di immigrati irlandesi cattolici che disertarono dall'esercito degli Stati Uniti protestante per passare con la parte cattolica del Messico durante la guerra messico-statunitense del 1846-1848.
La storia si concentra su Riley e su un gruppo di uomini del suo battaglione, che vengono fustigati per il loro ammutinamento, dopo aver traversato il confine e partecipato ad una messa cattolica. Così scappano verso il Messico per trovare una nave e fare ritorno in Irlanda, ma scoprono che è scoppiata la guerra tra gli Stati Uniti e il Messico e in caso di cattura verrebbero impiccati.

## Riconoscimenti
Nominato nel 2000 al ALMA Award e nel 1999 al Sundance Film Festival.